# UFC Fight Night: Font vs. Garbrandt
UFC Fight Night: Font vs. Garbrandt (também conhecido como UFC Fight Night 188, UFC on ESPN + 46 e UFC Vegas 27) foi um evento de artes marciais mistas produzido pelo Ultimate Fighting Championship e que aconteceu em 22 de maio de 2021 nas instalações do UFC Apex em Enterprise, Nevada, na Área Metropolitana de Las Vegas, nos Estados Unidos.

## Antecedentes
O evento principal foi uma luta de pesos galos entre o ex-campeão peso-galo do UFC Cody Garbrandt e Rob Font.
Originalmente Ricardo Ramos e Bill Algeo estavam programados para lutar em uma luta no peso-galo, porém cinco semanas antes no UFC on ESPN: Whittaker vs. Gastelum, Ramos foi retirado do card oficial após testar positivo para COVID-19. No entanto essa luta ainda está confirmada e é esperado que este encontro aconteça. 
Denys Bondar deveria enfrentar Victor Rodriguez em uma luta de peso-mosca no evento. No entanto, ele foi forçado a desistir no final de abril devido a uma lesão e foi substituído por Bruno Gustavo da Silva . 
A estreante promocional Danyelle Wolf enfrentaria a ex-campeã dos penas do Invicta FC Felicia Spencer em uma luta no peso-pena neste evento. No entanto, Wolf desistiu da luta no início de maio devido a uma lesão não revelada e foi substituída por Norma Dumont Viana.
Uma luta no peso-pesado entre Rodrigo Nascimento e Alan Baudot estava prevista para acontecer neste evento. No entanto, eles foram remarcados para o UFC Fight Night 191 depois que Baudot se machucou.
Uma luta no peso-médio entre Jack Hermansson e Edmen Shahbazyan era esperada originalmente uma semana antes do UFC 262. No entanto, a luta foi adiada e agora deve ocorrer neste evento devido a um caso COVID-19 no camping de Hermansson.
Ben Rothwell e Philipe Lins fariam uma luta nos pesos-pesados em março no UFC Fight Night: Edwards vs. Muhammad, mas o combate foi cancelado devido a um ferimento em Rothwell. Eles foram então remarcados para o UFC on ESPN: Rodriguez vs. Waterson, mas a luta não ocorreu mais uma vez, pois Lins ficou doente um dia antes da luta. Eles eram então esperados para competir neste evento. No entanto, mais uma vez, Lins foi retirado do evento por razões não reveladas e brevemente substituído pelo estreante Askar Mozharov. Poucas horas depois, o ucraniano anunciou que não conseguiria o visto a tempo para o evento. Ele foi eventualmente substituído pelo colega recém-chegado Chris Barnett.

## Bônus da Noite
Os lutadores receberam US$50.000 de bônus:
- Luta da Noite:  Jared Vanderaa vs.  Justin Tafa
- Performance da Noite:  Carla Esparza e  Bruno Silva